# 石海村
石海村（せっかいむら）は、かつて兵庫県に存在していた村である。1951年に斑鳩町、太田村との合併により太子町となり消滅した。
現在で言うと石海小学校区に相当する太子町南西部に位置していた。

## 概要
現在の太子町の内、南西部の地域（福地、塚森、老原、常全、宮本、船代、岩見構、吉福、米田、沖代、竹広、糸井、蓮常寺、立岡）に相当する。

## 沿革
- 1889年（明治22年）4月1日 町村制施行に伴い揖東郡石海村発足。
- 1896年（明治29年）4月1日 揖東郡、揖西郡が合併し揖保郡に。
- 1951年（昭和26年）4月1日 斑鳩町、太田村との合併により太子町となったため消滅。